# Glavica (Bosiljevo)
Glavica is een plaats in de gemeente Bosiljevo in de Kroatische provincie Karlovac. De plaats telt 27 inwoners (2001).